# Persone di nome Jürgen
| Questa pagina contiene informazioni ricavate automaticamente dalle voci biografiche con l'ausilio del template Bio e di un bot. L'aggiornamento è periodico e automatico e ricostruisce completamente la pagina. Se manca una persona in questa lista, sei pregato di non aggiungerla, ma accertati piuttosto che la sua voce biografica contenga il template Bio e che i dati anagrafici siano correttamente compilati. Se il template Bio manca, inseriscilo tu stesso o, in alternativa, metti l'avviso {{tmp\|Bio}} che ne segnala la mancanza. Se i dati riportati sono sbagliati, correggi direttamente la voce biografica; le modifiche saranno visibili in questa lista entro pochi giorni. Per chiarimenti vedi il progetto antroponimi. La lista contiene solo le 122 persone che sono citate nell'enciclopedia e per le quali è stato implementato correttamente il template Bio. Pagina aggiornata al 16 ott 2024. |

Questa è una lista di persone presenti nell'enciclopedia che hanno il prenome Jürgen, suddivise per attività principale.

## Allenatori di calcio(16)
- Jürgen Bogs, allenatore di calcio e ex calciatore tedesco (Casekow, n. 1947)
- Jürgen Croy, allenatore di calcio e ex calciatore tedesco orientale (Zwickau, n. 1946)
- Jürgen Dirkx, allenatore di calcio e ex calciatore olandese (Reusel, n. 1975)
- Jürgen Hartmann, allenatore di calcio e ex calciatore tedesco (Lahr, n. 1962)
- Jürgen Klinsmann, allenatore di calcio, dirigente sportivo e ex calciatore tedesco (Göppingen, n. 1964)
- Jürgen Klopp, allenatore di calcio, dirigente sportivo e ex calciatore tedesco (Stoccarda, n. 1967)
- Jürgen Macho, allenatore di calcio e ex calciatore austriaco (Vienna, n. 1977)
- Jürgen Patocka, allenatore di calcio e ex calciatore austriaco (Vienna, n. 1977)
- Jürgen Piepenburg, allenatore di calcio e ex calciatore tedesco (Karsko, n. 1941)
- Jürgen Raab, allenatore di calcio e ex calciatore tedesco orientale (Zeulenroda-Triebes, n. 1958)
- Jürgen Rische, allenatore di calcio e ex calciatore tedesco (Oschatz, n. 1970)
- Jürgen Rollmann, allenatore di calcio, dirigente sportivo e ex calciatore tedesco (Gelnhausen, n. 1966)
- Jürgen Röber, allenatore di calcio e ex calciatore tedesco (Gernrode, n. 1953)
- Jürgen Säumel, allenatore di calcio e ex calciatore austriaco (Friesach, n. 1984)
- Jürgen Seeberger, allenatore di calcio tedesco (Costanza, n. 1965)
- Jürgen Sparwasser, allenatore di calcio e ex calciatore tedesco orientale (Halberstadt, n. 1948)

## Allenatori di tennis(1)
- Jürgen Melzer, allenatore di tennis e ex tennista austriaco (Vienna, n. 1981)

## Architetti(1)
- Jürgen Mayer, architetto tedesco (Stoccarda, n. 1965)

## Assassini seriali(1)
- Jürgen Bartsch, serial killer tedesco (Essen, n. 1946 - Lippstadt, † 1976)

## Attori(5)
- Jürgen Drews, attore e cantante tedesco (Nauen, n. 1945)
- Jürgen Goslar, attore, regista e sceneggiatore tedesco (Oldenburg, n. 1927 - Ainring, † 2021)
- Jürgen Kluckert, attore, doppiatore e conduttore radiofonico tedesco (Nożyno, n. 1943 - † 2023)
- Jürgen Prochnow, attore tedesco (Berlino, n. 1941)
- Jürgen Vogel, attore, sceneggiatore e produttore cinematografico tedesco (Hannover, n. 1968)

## Batteristi(2)
- Jürgen Reil, batterista e cantante tedesco (Essen, n. 1966)
- Jürgen Rosenthal, batterista tedesco (Rosengarten, n. 1949)

## Bobbisti(1)
- Jürgen Mandl, ex bobbista, ex multiplista e ex ostacolista austriaco (n. 1965)

## Calciatori(30)
- Jürgen Bähringer, ex calciatore tedesco orientale (Greiz, n. 1950)
- Jürgen Colin, ex calciatore olandese (Utrecht, n. 1981)
- Jürgen Damm, calciatore messicano (Tuxpan, n. 1992)
- Jürgen Degen, ex calciatore tedesco (Amburgo, n. 1967)
- Jürgen Gelsdorf, ex calciatore, allenatore di calcio e dirigente sportivo tedesco (Duisburg, n. 1953)
- Jürgen Gjasula, calciatore albanese (Tirana, n. 1985)
- Jürgen Grabowski, calciatore e allenatore di calcio tedesco (Wiesbaden, n. 1944 - Wiesbaden, † 2022)
- Jürgen Groh, ex calciatore tedesco (Heppenheim, n. 1956)
- Jürgen Heil, calciatore austriaco (Anger, n. 1997)
- Jürgen Heinsch, calciatore e allenatore di calcio tedesco orientale (Lubecca, n. 1940 - † 2022)
- Jürgen Heun, ex calciatore tedesco orientale (Günthersleben, n. 1958)
- Jürgen Kauz, ex calciatore austriaco (n. 1973)
- Jürgen Kramny, ex calciatore e allenatore di calcio tedesco (Ludwigsburg, n. 1971)
- Jürgen Kurbjuhn, calciatore tedesco (Tilsit, n. 1940 - Buxtehude, † 2014)
- Jürgen Locadia, calciatore olandese (Emmen, n. 1993)
- Jürgen Milewski, ex calciatore tedesco (Hannover, n. 1957)
- Jürgen Mössmer, calciatore tedesco (Reutlingen, n. 1989)
- Jürgen Nöldner, calciatore tedesco orientale (Berlino Est, n. 1941 - Berlino, † 2022)
- Jürgen Ospelt, ex calciatore liechtensteinese (n. 1974)
- Jürgen Pahl, ex calciatore tedesco (Teuchern, n. 1956)
- Jürgen Panis, ex calciatore austriaco (Wiener Neustadt, n. 1975)
- Jürgen Pommerenke, ex calciatore tedesco orientale (Wegeleben, n. 1953)
- Jürgen Prutsch, ex calciatore austriaco (Graz, n. 1989)
- Jürgen Ritter, ex calciatore liechtensteinese (n. 1966)
- Jürgen Schütz, calciatore tedesco (Dortmund, n. 1939 - † 1995)
- Jürgen Uteß, ex calciatore tedesco orientale (Greifswald, n. 1957)
- Jürgen Wegmann, ex calciatore tedesco (Essen, n. 1964)
- Jürgen Werner, calciatore tedesco orientale (Steinbach-Hallenberg, n. 1942 - † 2014)
- Jürgen Werner, calciatore tedesco (n. 1925 - † 2002)
- Jürgen Zech, ex calciatore liechtensteinese (n. 1965)

## Canoisti(1)
- Jürgen Eschert, ex canoista tedesco (Magdeburgo, n. 1941)

## Cantanti(1)
- Jürgen Marcus, cantante tedesco (Herne, n. 1948 - Monaco di Baviera, † 2018)

## Cestisti(2)
- Jürgen Malbeck, ex cestista tedesco (Nördlingen, n. 1974)
- Jürgen Wohlers, ex cestista tedesco (Wolfenbüttel, n. 1945)

## Ciclisti su strada(1)
- Jürgen Roelandts, ex ciclista su strada belga (Asse, n. 1985)

## Diplomatici(1)
- Jürgen Trumpf, diplomatico tedesco (Düsseldorf, n. 1931 - Bonn, † 2023)

## Dirigenti sportivi(1)
- Jürgen Kohler, dirigente sportivo, allenatore di calcio e ex calciatore tedesco (Lambsheim, n. 1965)

## Discoboli(1)
- Jürgen Schult, ex discobolo e allenatore di atletica leggera tedesco (Amt Neuhaus, n. 1960)

## Egittologi(1)
- Jürgen von Beckerath, egittologo tedesco (Hannover, n. 1920 - † 2016)

## Filologi(2)
- Benedikt Niese, filologo classico tedesco (Burg auf Fehmarn, n. 1849 - Halle, † 1910)
- Jürgen Untermann, filologo e epigrafista tedesco (Rheinfelden, n. 1928 - Brauweiler, † 2013)

## Filosofi(1)
- Jürgen Habermas, filosofo, sociologo e politologo tedesco (Düsseldorf, n. 1929)

## Fisici(2)
- Jürgen Ehlers, fisico tedesco (Amburgo, n. 1929 - Potsdam, † 2008)
- Jürgen Kurths, fisico e matematico tedesco (Arendsee, n. 1953)

## Fotografi(1)
- Jürgen Königs, fotografo e insegnante tedesco (Bergisch Gladbach, n. 1943)

## Generali(3)
- Jürgen Stroop, generale tedesco (Detmold, n. 1895 - Varsavia, † 1952)
- Jürgen Wagner, generale tedesco (Salisburgo, n. 1901 - Belgrado, † 1947)
- Jürgen von Kamptz, generale tedesco (Aurich, n. 1891 - Roisdorf, † 1954)

## Illustratori(1)
- Jürgen Czaschka, illustratore e incisore austriaco (Vienna, n. 1943 - Modena, † 2018)

## Informatici(1)
- Jürgen Schmidhuber, informatico tedesco (Monaco di Baviera, n. 1963)

## Matematici(1)
- Jürgen Kurt Moser, matematico tedesco (Königsberg, n. 1928 - Zurigo, † 1999)

## Mezzofondisti(2)
- Jürgen Haase, ex mezzofondista tedesco (Friedersdorf, n. 1945)
- Jürgen Straub, ex mezzofondista tedesco (Weitersroda, n. 1953)

## Multiplisti(1)
- Jürgen Hingsen, ex multiplista tedesco (Duisburg, n. 1958)

## Musicologi(1)
- Jürgen Maehder, musicologo e regista teatrale tedesco (Duisburg, n. 1950)

## Nuotatori(1)
- Jürgen Glas, ex nuotatore tedesco orientale (n. 1956)

## Organari(1)
- Jürgen Ahrend, organaro tedesco (Treuenhagen, n. 1930 - Leer, † 2024)

## Orientalisti(1)
- Jürgen Paul, orientalista tedesco (Risum-Lindholm, n. 1949)

## Pallanuotisti(4)
- Jürgen Honig, ex pallanuotista tedesco (Duisburg, n. 1940)
- Jürgen Kluge, ex pallanuotista tedesco orientale (Aschersleben, n. 1939)
- Jürgen Schröder, ex pallanuotista tedesco (Hamm, n. 1960)
- Jürgen Thiel, ex pallanuotista tedesco orientale (Jasnoe, n. 1937)

## Piloti automobilistici(1)
- Jürgen Barth, pilota automobilistico tedesco (Thum, n. 1947)

## Piloti motociclistici(2)
- Jürgen Fuchs, pilota motociclistico tedesco (Pfaffenhofen a.d.Ilm, n. 1965)
- Jürgen Künzel, pilota motociclistico tedesco (Heidenheim, n. 1974)

## Pistard(4)
- Jürgen Colombo, ex pistard tedesco (Zielona Góra, n. 1949)
- Jürgen Kissner, pistard tedesco (Luckau, n. 1942 - Colonia, † 2019)
- Jürgen Schütze, pistard tedesco (Arnsdorf, n. 1951 - Lipsia, † 2000)
- Jürgen Simon, pistard tedesco (Gera, n. 1938 - Quirla, † 2003)

## Poeti(1)
- Jürgen Becker, poeta e scrittore tedesco (Colonia, n. 1932)

## Politici(3)
- Jürgen Ligi, politico e economista estone (Tartu, n. 1959)
- Jürgen Linden, politico tedesco (Aquisgrana, n. 1947)
- Jürgen Trittin, politico tedesco (Brema, n. 1954)

## Psicologi(1)
- Jürgen Kriz, psicologo tedesco (Ehrhorn, n. 1944)

## Pugili(3)
- Jürgen Blin, pugile tedesco (Fehmarn, n. 1943 - Reinbek, † 2022)
- Jürgen Brähmer, pugile tedesco (Stralsund, n. 1978)
- Jürgen Fanghänel, ex pugile tedesco (Limbach-Oberfrohna, n. 1951)

## Registi(1)
- Jürgen Böttcher, regista e sceneggiatore tedesco (Frankenberg/Sachsen, n. 1931)

## Registi teatrali(1)
- Jürgen Fehling, regista teatrale tedesco (Lubecca, n. 1885 - Amburgo, † 1968)

## Schermidori(2)
- Jürgen Nolte, ex schermidore tedesco (Bonn, n. 1959)
- Jürgen Theuerkauff, schermidore tedesco (Berlino, n. 1934 - Bonn, † 2022)

## Sciatori alpini(3)
- Jürgen Grabher, ex sciatore alpino austriaco (n. 1964)
- Jürgen Hasler, ex sciatore alpino liechtensteinese (Grabs, n. 1973)
- Jürgen Kandlbauer, ex sciatore alpino austriaco (n. 1979)

## Scrittori(2)
- Jürgen Fuchs, scrittore tedesco (Reichenbach im Vogtland, n. 1950 - Berlino, † 1999)
- Jürgen Graf, scrittore e docente svizzero (Basilea, n. 1951)

## Sollevatori(2)
- Jürgen Ciezki, sollevatore tedesco (Schwerin, n. 1952 - † 2021)
- Jürgen Heuser, ex sollevatore tedesco orientale (Barth, n. 1953)

## Storici(2)
- Jürgen Kocka, storico tedesco (Haindorf, n. 1941)
- Jürgen Seeher, storico e archeologo tedesco (Aquisgrana, n. 1953)

## Tennisti(2)
- Jürgen Fassbender, ex tennista tedesco (Wesseling, n. 1948)
- Jürgen Zopp, ex tennista estone (Tallinn, n. 1988)

## Teologi(1)
- Jürgen Moltmann, teologo tedesco (Amburgo, n. 1926 - Tubinga, † 2024)

## Viaggiatori(1)
- Jürgen Andersen, viaggiatore tedesco (Tönder, n. 1600 - † 1675)

## Senza attività specificata(1)
- Jürgen Wiefel, ex tiratore a segno tedesco (Lipsia, n. 1952)